# Hisashi Okamoto
Hisashi Okamoto (岡本 久, Okamoto Hisashi; 23 de novembro de 1956) é um matemático japonês, especialista em mecânica dos fluidos e dinâmica dos fluidos computacional.
Foi palestrante convidado do Congresso Internacional de Matemáticos em Berlim  (1998: A Study of Bifur ation of Kolmogorov Flows with an Emphasis on the Singular Limit).